# Psyrassa chamelae
Psyrassa chamelae là một loài bọ cánh cứng trong họ Cerambycidae.